# محسن بوطرفيف

محسن بوطرفيف (27 عاماً) في المشفى بعد أن أحرق نفسه

محسن بوطرفيف: (27 عاماً) مواطن جزائري من مدينة بوخضرة التابعة لولاية تبسة.
محسن هو شاب عاطل عن العمل, وأب لطفلة. أقدم يوم السبت 15 يناير/كانون الثاني 2011 م على حرق نفسه بعد أن رفض رئيس البلدية منحه وظيفة قائلاً له بعدم توفر وظائف وداعياً إياه إلى اتباع طريقة محمد البوعزيزي (الشاب التونسي الذي أحرق نفسه مما أشعل الثورة التونسية الشعبية التي أسفرت في النهاية عن الإطاحة بالرئيس التونسي زين العابدين بن علي).

## إحراق نفسه
التقى محسن برفقة 22 شاباً آخرين رئيس البلدية وطالبوه بفرص عمل لكنه رد عليهم بأنه لا يستطيع توظيف أحد، مما دفع الشاب إلى التهديد بحرق نفسه إذا لم يحصل على وظيفة، فدعاه رئيس البلدية بسخرية إلى حرق نفسه إذا كانت لديه شجاعة محمد البوعزيزي. وفور ذلك، قام الشاب بسكب البنزين على جسده وإحراق نفسه أمام الملأ.
سارع والي تبسة إلى إقالة رئيس بلدية تبسة, والتقى ممثلي المجتمع المدني وأعيان المدينة، واتخذ إجراءات لتهدئة الوضع من خلال إجراء تحقيق بملابسات الحادثة، وإنشاء لجنة تنسيق لحصر مطالب الشبان بخصوص التوظيف.

## وفاته
في اليوم التالي (الأحد 16 يناير/كانون الثاني 2011 م) توفي محسن بوطرفيف في مشفى ابن رشد في عنابة متأثراً بالحروق وعن عمر 27 عاماً.
أراد محسن وهو أب لطفلة, بهذا العمل اليائس التنديد بما وصفه بالاحتقار الذي عامله به مسؤولو بلدية بوخضرة عندما تقدم بطلب للحصول على عمل.

## ظاهرة البوعزيزية
أطلق بعض علماء الاجتماع والكتاب الصحفيون اسم "ظاهرة البوعزيزية" على الحوادث المتكررة التي يحرق فيها المحتجون أنفسهم -تقليداً لمحمد البوعزيزي- احتجاجاً على البطالة والأوضاع الاقتصادية والاجتماعية والسياسية السيئة. وقد شملت هذه الظاهرة إلى عدة دول عربية. (انظر تقليد تجربة محمد البوعزيزي).